# Monanthotaxis poggei
Monanthotaxis poggei är en kirimojaväxtart som beskrevs av Adolf Engler och Friedrich Ludwig Diels. Monanthotaxis poggei ingår i släktet Monanthotaxis och familjen kirimojaväxter. Utöver nominatformen finns också underarten M. p. latifolia.